# Оверленд, Аманда
Аманда Оверленд Анатоль (англ. Amanda Overland Anatol; 30 августа 1981 года в Китченере, провинция Онтарио) — канадская конькобежка, специализирующаяся в шорт-треке. Серебряный призёр Олимпийских игр 2006 года в эстафете. Чемпионка мира в эстафете. Неоднократный призёр чемпионатов мира.

## раннее детство-2002 год
Аманда Оверленд начала кататься на коньках в Кембриджском конькобежном клубе в возрасте 4-х лет под влиянием своей семьи. Они жили с отцом, так как родители разошлись ещё, когда дети были маленькие, но с мамой Линдой Пеннер они общались, она жила в Британской Колумбии. Старшие брат Кевин Оверленд, с 2002 года взял фамилию деда Крокетт и сестра Синди Оверленд также тренировались под руководством отца Эрни Оверленда, бывшего боксёра, который был тренером в течение 25 лет. В дальнейшем брат с сестрой остались на длинной дорожке, в отличие от Аманды, и в зал Славы Кембриджа попали раньше неё. В 17 лет она переехала в Калгари, где тренировалась на Олимпийском овале. С 1998 года она участвовала в национальных соревнованиях, а с 2000 года попала в национальную сборную Канады. Она тренировалась под руководством Себастьена Кроса на Leistuzngszentrum в Монреале. В ноябре 2002 года дебютировала на Кубке мира. На втором итальянском этапе в Бормио она стала второй в эстафете.

## 2003-2005 год
В 2003 году на чемпионате мира в Варшаве также в эстафете стала второй, выиграв свою первую серебряную медаль, чуть позже на этапе Кубка мира в Сагенее взяла золото в эстафете. А в 2004 году на командном чемпионате мира в Санкт-Петербурге стала 4-й. В сезоне 2004/05 на Кубке мира Аманда впервые взяла на подиумы в личных соревнованиях, выиграв серебро на 1000 м и бронзу на 1500 м, а также взяла два серебра и две бронзы в эстафете. В начале марта в Чхунчхоне завоевала бронзу с командой, через несколько дней выиграла золотую медаль на чемпионате мира в Пекине в эстафете, Аманду признали в тот год лучшим шорт-трекером года.

## 2006-2009 год
Сезон 2005/06 года начался с Кубка, где в эстафете было золото, на командном первенстве в Монреале вновь стала бронзовым призёром, а в эстафете на мире в Миннеаполисе было серебро. На Олимпийских играх в Турине Аманда участвовала на дистанциях 1000 и 1500 метров, где заняла 5-е места  В эстафете Канада претендовала на золотую медаль, но столкновение китайской спортсменки и Калины Роберж оставили сборную на втором месте, пропустив вперёд Корею. Следующий год начался с эстафетной бронзы на чемпионате мира в Милане, а следом была бронза в команде в Будапеште. Сезон в Кубке мира ознаменовался победой в эстафете у себя дома в Монреале и двумя бронзами в Квебеке и Чанчуне. В 2008 году Аманда выиграла серебряную медаль в Канныне и очередную бронзу в Харбине на командном чемпионате мира. Следующий сезон она пропустила из-за травмы и в сентябре 2009 года закончила выступления, так и не попав на Олимпиаду 2010 года.

## Личная жизнь
С 2012 по 2013 год училась в колледже Conestoga College на администрирование.  В 2018 году присоединилась к клинике "DR. DELANGHE" в качестве секретаря. У Аманды трое детей.

## Награды
- 2005 год - названа лучшей спортсменкой года Канады по шорт-треку[4]
- 2018 год — внесена в зал Славы Кембриджа[5]